# Sooglossidae
Sooglossidae Noble, 1931 è una famiglia di anfibi dell'ordine degli Anuri, endemica delle isole Seychelles.

## Tassonomia
La famiglia comprende 4 specie raggruppate in 2 generi:
- Genere Sechellophryne Nussbaum e Wu, 2007 (2 sp.)
  - Sechellophryne gardineri Boulenger, 1911
  - Sechellophryne pipilodryas Gerlach e Willi, 2003
- Genere Sooglossus Boulenger, 1906 (2 sp.)
  - Sooglossus sechellensis Boettger, 1896
  - Sooglossus thomasseti Boulenger, 1909

Nel 2006 anche il genere Nasikabatrachus era stato inserito come appartenente alla famiglia Sooglossidae, ma poi è stato riclassificato in una famiglia a sé stante.